# Nuit des radis
La nuit des radis, en espagnol : Noche de Los Rábanos, est un événement annuel qui se déroule dans la ville d'Oaxaca de Juárez, au Mexique, consacré à la sculpture de radis (Raphanus sativus) surdimensionnés, pour créer des scènes qui se disputent des prix dans différentes catégories. L'événement prend son origine dans la période coloniale, où les radis sont introduits dans le pays par les Espagnols. Oaxaca a une longue tradition de sculpture sur bois et les agriculteurs ont commencé à sculpter des radis, en forme de chiffres, afin d'attirer l'attention des clients du marché de Noël, qui a eu lieu sur la place principale le 23 décembre. En 1897, la ville crée le concours officiel. Au fur et à mesure que la ville se développe, elle doit consacrer des terrains à la culture des radis utilisés pour l'événement, en supervisant leur croissance et leur distribution aux concurrents. Les célébrations deviennent très populaires, attirant plus d'une centaine de participants et des milliers de visiteurs. Cependant, comme les radis flétrissent peu de temps après la coupe, les œuvres ne peuvent être exposées que pendant quelques heures, ce qui entraîne de très longues files d'attente pour ceux qui souhaitent voir les œuvres. En parallèle sont organisés des expositions et des concours d'œuvres réalisées avec des enveloppes de maïs et des fleurs séchées, créées sur les mêmes thèmes que pour les radis. 

### Source de la traduction
- (en) Cet article est partiellement ou en totalité issu de l’article de Wikipédia en anglais intitulé « Night of the Radishes » (voir la liste des auteurs).